# Ясенець (Свентокшиське воєводство)
Ясенець (пол. Jasieniec) — село в Польщі, у гміні Слупія Єнджейовського повіту Свентокшиського воєводства.
Населення — 217 осіб (2011).

## Демографія
Демографічна структура на день 31 березня 2011 року:
|          | Загалом | Допрацездатний вік | Працездатний вік | Постпрацездатний вік |
| -------- | ------- | ------------------ | ---------------- | -------------------- |
| Чоловіки | 117     | 17                 | 80               | 20                   |
| Жінки    | 100     | 21                 | 56               | 23                   |
| Разом    | 217     | 38                 | 136              | 43                   |